# Tony Blair
Anthony "Tony" Charles Lynton Blair (født 6. maj 1953) er en britisk politiker, der var Storbritanniens premierminister fra 2. maj 1997 til 27. juni 2007 for partiet Labour. Blair er født i Edinburgh. Har læst jura ved St. John's College på Oxford Universitet. Han blev valgt til parlamentet for Labour i Sedgefield i 1983. Under Tony Blair har Storbritannien oplevet en stor økonomisk vækst, samt adskillige velfærdsreformer. Han kom ud i et større politisk stormvejr som følge af sin tilslutning til den anden golfkrig i 2003.
10. maj 2007 meddelte Tony Blair at han 27. juni samme år ville træde tilbage som leder af sit parti og dermed også som premierminister og overlade posten til partifællen Gordon Brown, daværende Chancellor of the Exchequer (d.e. finansminister).
Efter sin tilbagetræden konverterede Blair som ventet af mange til den katolske kirke. Han blev desuden ansat som særlig udsending i Mellemøsten for FN, USA, Rusland og EU.